# بل ۴۱۲
بل ۴۱۲ (به انگلیسی: Bell 412) یک بالگرد ساختِ کارخانهٔ بل هلیکوپتر در کشور ایالات متحده آمریکا و کانادا است که در سال ۱۹۷۹ ساخته شد. نخستین استفاده‌کنندهٔ این بالگرد نیروی هوایی سلطنتی بریتانیا بوده است.
این بالگرد دو توربین است که در بازارهای غیرنظامی و نظامی محبوب بوده و کاربران عمده آن عبارت‌اند از کانادا، ایتالیا و ژاپن. از زمان معرفی آن در سال ۱۹۷۹ چند صد مورد تولید شده است، و چندین تکرار از ارتقاء و تغییرات مانند الکترونیک کابین خلبان ارتقا یافته تولید شده است.
این بالگرد تحت لیسانس در ایتالیا به نام آگوستا-بل AB412، اندونزی و در ژاپن توسط سوبارو تولید شده است، زیرا در آنجا محل کارخانه بل تکسترون است.

## طراحی و توسعه
این بالگرد در اواخر دهه ۱۹۷۰ با تبدیل دو بل ۲۱۲ به ۴۱۲ نمونه اولیه آغاز شد. روتور اصلی چهار پره پیشرفته با قطر کمتر جایگزین روتور دو پره ۲۱۲ شد. نمونه اولیه بل ۴۱۲ برای اولین بار در اوت ۱۹۷۹ پرواز کرد. مدل اولیه در ژانویه ۱۹۸۱ با تحویل در همان ماه تأیید شد. مدل ۴۱۲ با نسخه 412SP (عملکرد ویژه) همراه شد که دارای ظرفیت سوخت بیشتر، وزن برخاست بالاتر و ترتیب صندلی‌های اختیاری بود. در سال ۱۹۹۱، نوع 412HP (با عملکرد بالا) با گیربکس بهبودیافته جایگزین نسخه SP در تولید شد.